# 贝尔格雷夫广场

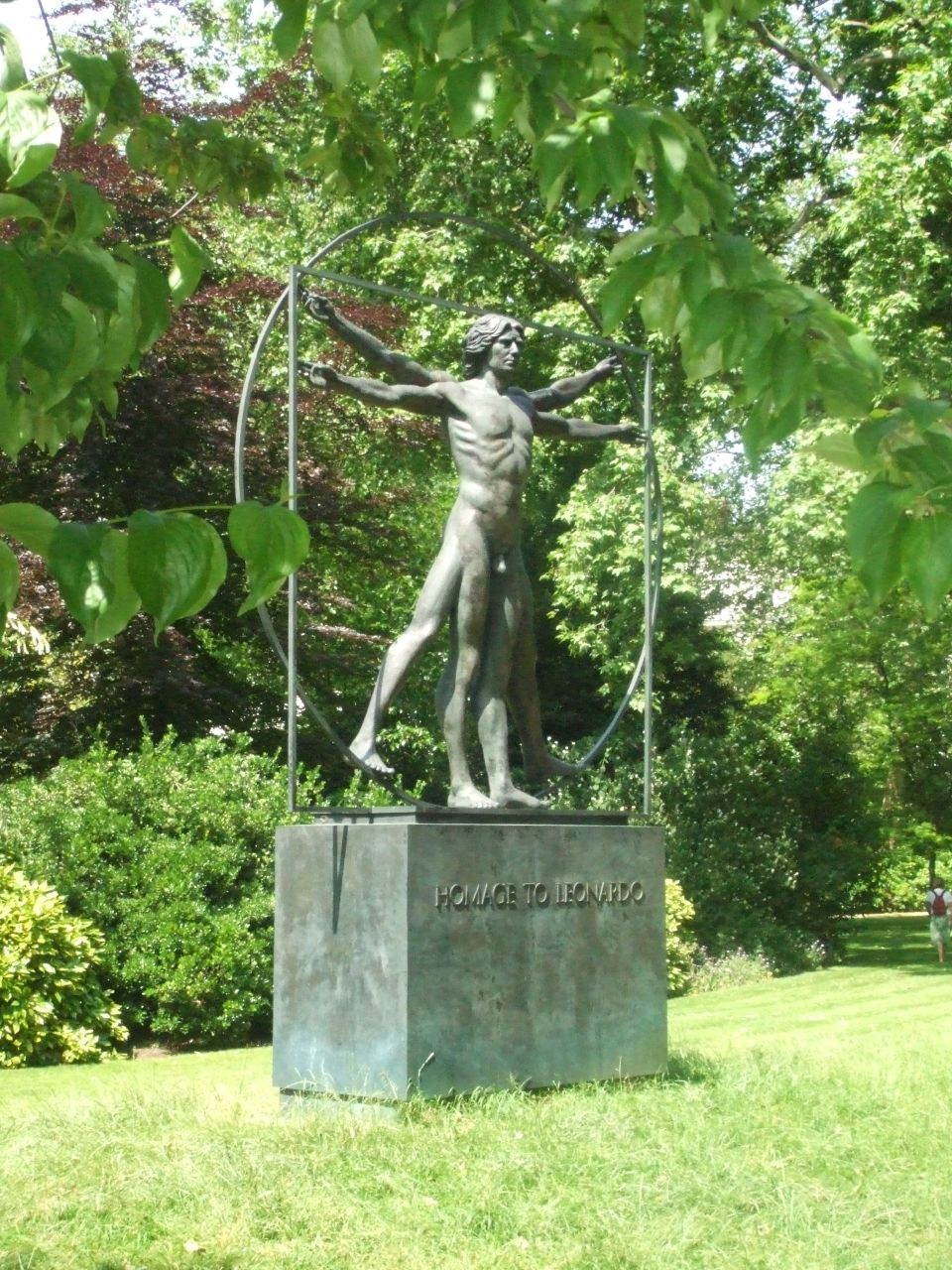
维特鲁威人

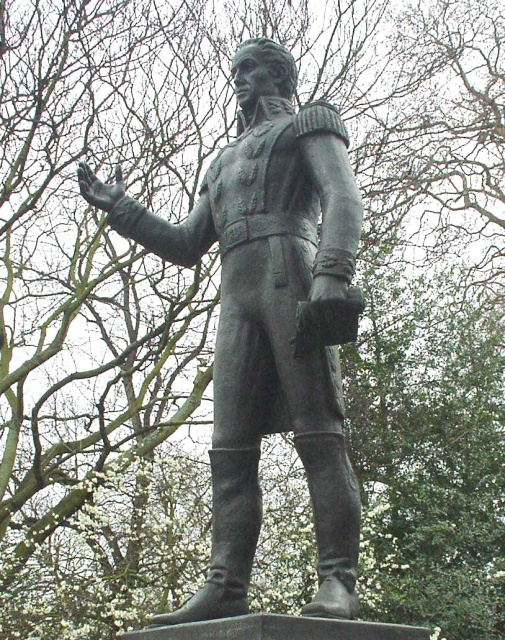
西蒙玻利瓦尔雕像

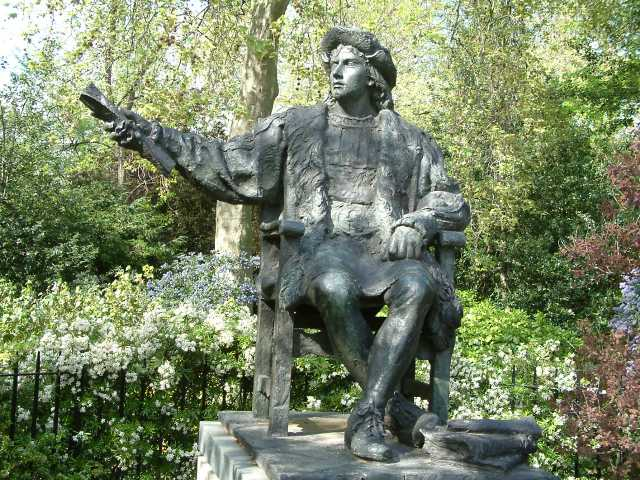
哥伦布

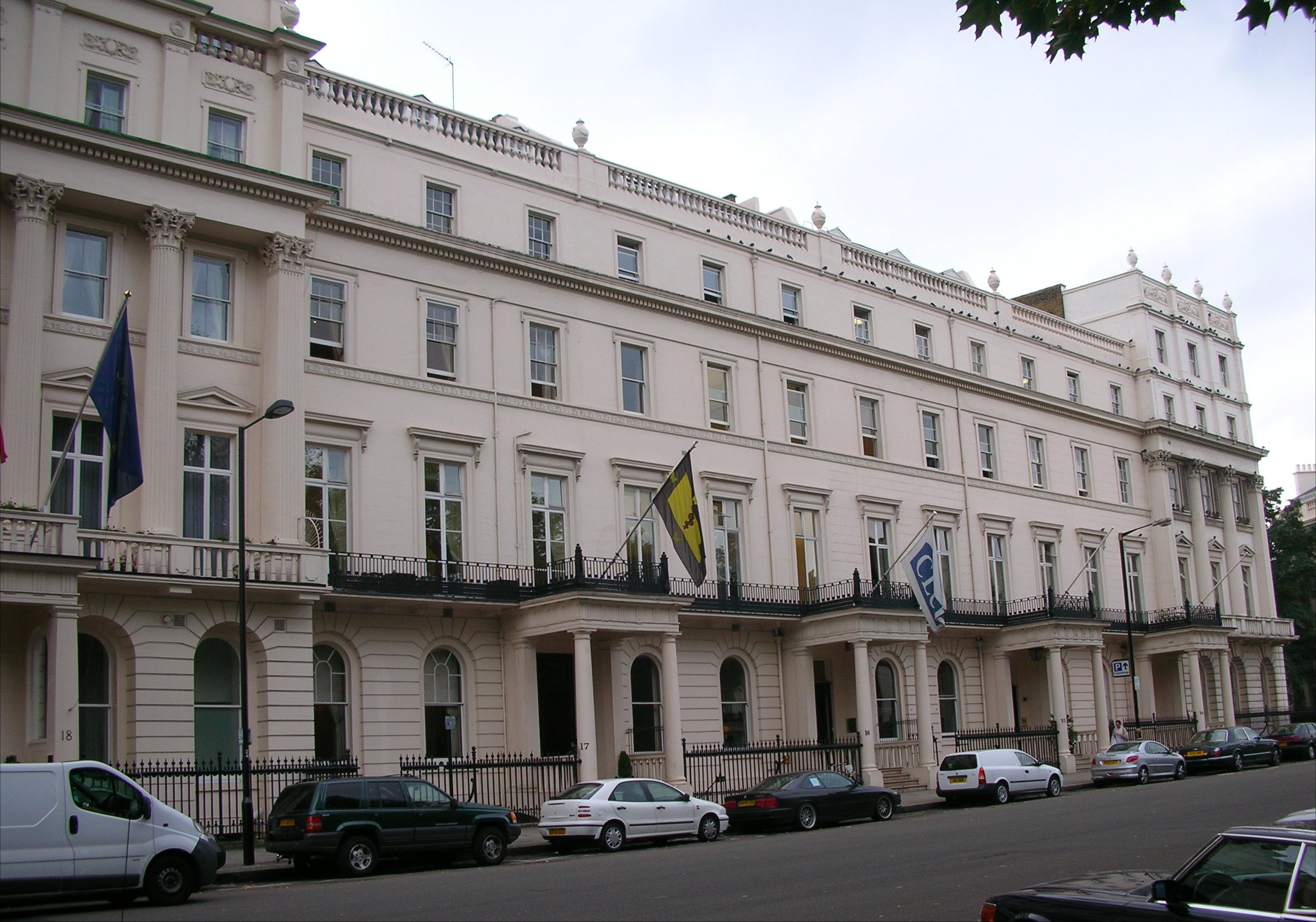
皇家精神病学院

贝尔格雷夫广场（Belgrave Square）是英国伦敦的一个19世纪广场，得名于贝尔格雷夫子爵。贝尔格雷夫是柴郡的一个村庄。 
贝尔格雷夫广场中间为私人中央花园，周边为40余座白色豪宅，可能是伦敦规模最大的。广场上还有哥伦布、西蒙·玻利瓦尔、何塞·圣马丁、恩里克王子等人雕像。
直到第二次世界大战以前，广场一直为高级贵族占据，后来，在此定居的富豪越来越多。自十九世纪以来，外国使馆也纷纷设于此处。战后，大部分房屋改为慈善机构和研究机构的办事处。 

## 当前租户
- 罗马尼亚文化协会（英语：Romanian Cultural Institute），贝尔格雷夫广场1号
- 奥列格·德里帕斯卡（俄罗斯经济大亨），贝尔格雷夫广场5号
- 叙利亚大使馆（英语：Embassy of Syria, London），贝尔格雷夫广场8号
- 葡萄牙大使馆（英语：Embassy of Portugal, London），贝尔格雷夫广场11号
- 科威特大使官邸，贝尔格雷夫广场11A号
- 加纳高级专员公署（英语：High Commission of Ghana, London），贝尔格雷夫广场13号
- 化工学会（英语：Society of Chemical Industry），贝尔格雷夫广场14-15号
- 坎宁府（英语：Canning House）—拉美裔和葡裔巴西理事会，贝尔格雷夫广场14-15号
- 国家土地和商业协会（英语：Country Land and Business Association），贝尔格雷夫广场16号
- 奥地利大使官邸，贝尔格雷夫广场18号
- 汶莱高级专员公署，贝尔格雷夫广场19-20号
- 德国大使馆（英语：Embassy of Germany, London），贝尔格雷夫广场21-23号
- 西班牙大使馆（英语：Embassy of Spain, London），贝尔格雷夫广场24号
- 挪威大使馆（英语：Embassy of Norway, London），贝尔格雷夫广场25号
- 塞尔维亚大使馆（英语：Embassy of Serbia, London），贝尔格雷夫广场28号
- 沙地阿拉伯文化协会，贝尔格雷夫广场29号
- 巴林大使馆（英语：Embassy of Serbia, London），贝尔格雷夫广场30号
- 根纳季·博戈柳博夫（英语：Gennadiy Bogolyubov）（乌克兰经济大亨），贝尔格雷夫广场31号
- 比利时大使官邸，贝尔格雷夫广场36号
- 皇家国防研究院（英语：Royal College of Defence Studies），锡福德府（英语：Seaford House），贝尔格雷夫广场37号
- 苏格兰人俱乐部（英语：Caledonian Club），贝尔格雷夫广场与哈金街（英语：Halkin Street）交界处
- 意大利文化协会（英语：Italian Cultural Institute, London），贝尔格雷夫广场39号
- 千里达与多巴哥高级专员公署（英语：High Commission of Trinidad and Tobago, London），贝尔格雷夫广场42号
- 土耳其大使馆（英语：Embassy of Turkey, London），贝尔格雷夫广场43号
- 广告从业人员协会（英语：Institute of Practitioners in Advertising），贝尔格雷夫广场44号
- 马来西亚高级专员公署（英语：High Commission of Malaysia, London），贝尔格雷夫广场45号
- 贝尔格雷夫广场47号
- 墨西哥大使官邸，贝尔格雷夫广场48号
- 阿根廷大使官邸，贝尔格雷夫广场49号